# COME ALONG 2
『COME ALONG 2』（カム・アロング・ツー）は、山下達郎通算3枚目のコンピレーション・アルバム。1984年3月5日にオリジナル発売、2017年8月2日に2017年リマスタリング盤がアリオラジャパンから発売された。

## 解説
もともと本作は山下達郎がムーン・レーベルに移籍後の1984年に、『COME ALONG II』としてLPとカセットで発売された。1979年から1982年までのアルバム『MOONGLOW』『RIDE ON TIME』『FOR YOU』からピックアップされたナンバーと、シングル「あまく危険な香り」を小林克也とカマサミ・コングのDJで紹介するという、いわば“AIRレーベル時代のベスト・アルバム”ともいえる内容。「FUNKY FLUSHIN'」は1982年に再録された別ヴァージョン。「RIDE ON TIME」は同名アルバム収録のアルバム・ヴァージョンとなっている。ジャケットのイラストは、『FOR YOU』を手がけた鈴木英人が起用された。翌年1985年6月5日にはピクチャー・レコードで発売され、1986年にはCD化された。
これまで非公認盤扱いのアイテムだったが、2017年8月2日にワーナーミュージック・ジャパンから『COME ALONG 3』が発売されるのを機に、あらためて山下がマスタリングに関わり、2017年最新リマスタリング盤として『COME ALONG』とともに再発売された。ライナーノーツは2002年の非売品アイテム『COME ALONG』のために書き下ろされた、山下による“「カム・アロング」について”を加筆訂正したものを掲載（『COME ALONG』と共通）。また今回のリイシューに伴い、本作のタイトル表記がこれまでの“COME ALONG II”から“COME ALONG 2”に変更された。

## リリース、プロモーション、マーケティング
『COME ALONG』『COME ALONG 2』とワーナーミュージック・ジャパンから発売された『COME ALONG 3』の3アイテム連動購入者特典として、“3枚のディスクを収納できるスペシャル三方背BOX”が抽選で300名にプレゼントされた。

## チャート成績
初週売上1.1万枚を記録し、2017年8月14日付オリコン週間アルバムチャートで10位に初登場。同シリーズの『COME ALONG 3』が初週売上2.8万枚で4位に初登場したのと併せ、1976年のソロデビュー以来初となる、アルバム2作同時トップ10入りを記録した。

## 収録曲
DJ:KATSUYA KOBAYASHI & KAMASAMI KONG
| #  | タイトル                                            | 作詞       | 作曲     |                              | 時間 |
| -- | --------------------------------------------------- | ---------- | -------- | ---------------------------- | ---- |
| 1. | 「FUNKY FLUSHIN'（ファンキー・フラッシン）」        | 吉田美奈子 | 山下達郎 | ©1979 FUJIPACIFIC MUSIC INC. | 4:35 |
| 2. | 「SILENT SCREAMER（サイレント・スクリーマー）」     | 吉田美奈子 | 山下達郎 | ©1980 SMILE PUBLISHERS INC.  | 4:31 |
| 3. | 「永遠のFULL MOON」                                 | 吉田美奈子 | 山下達郎 | ©1979 FUJIPACIFIC MUSIC INC. | 3:39 |
| 4. | 「LOVE TALKIN' (Honey It's You)（ラブ・トーキン）」 | 吉田美奈子 | 山下達郎 | ©1982 SMILE PUBLISHERS INC.  | 5:39 |
| 5. | 「夜の翼 (NIGHTWING)」                              | 山下達郎   | 山下達郎 | ©1979 FUJIPACIFIC MUSIC INC. | 0:43 |
| 6. | 「あまく危険な香り」                                | 山下達郎   | 山下達郎 | ©1982,1992 NICHION INC.      | 3:21 |

| #   | タイトル                                       | 作詞       | 作曲     |                                                                | 時間 |
| --- | ---------------------------------------------- | ---------- | -------- | -------------------------------------------------------------- | ---- |
| 7.  | 「SPARKLE（スパークル）」                      | 吉田美奈子 | 山下達郎 | ©1982 SMILE PUBLISHERS INC.                                    | 4:11 |
| 8.  | 「LOVELAND, ISLAND（ラブランド、アイランド）」 | 山下達郎   | 山下達郎 | ©1982 SMILE PUBLISHERS INC.                                    | 4:06 |
| 9.  | 「RIDE ON TIME（ライド・オン・タイム）」       | 山下達郎   | 山下達郎 | ©1980 FUJIPACIFIC MUSIC INC.                                   | 5:49 |
| 10. | 「いつか (SOMEDAY)」                           | 吉田美奈子 | 山下達郎 | ©1980 SMILE PUBLISHERS INC.                                    | 5:14 |
| 11. | 「YOUR EYES（ユア・アイズ）」                  | ALAN O'DAY | 山下達郎 | ©1982 WARNER/CHAPPELL MUSIC,JAPAN K.K. & SMILE PUBLISHERS INC. | 3:16 |

## スタッフ、クレジット
- 「COME ALONG 2」
- CD Mastering Engineer: Isao Kikuchi (Warner Music Mastering)
- Illustration: 鈴木英人
- Originally Released in 1984/03/05 (AIR-8005/ART-8005)

## リリース履歴
| # | 発売日        | リリース                               | 規格 | 品番      | 備考                                                                                                |
| - | ------------- | -------------------------------------- | ---- | --------- | --------------------------------------------------------------------------------------------------- |
| 1 | 1984年3月5日  | AIR / RVC                              | LP   | AIR-8005  | |
| 1 | 1984年3月5日  | AIR / RVC                              | CT   | ART-8005  | カセット同時発売。                                                                                  |
| 2 | 1984年8月21日 | AIR / RVC                              | CD   | RACD-12   | 初CD化。                                                                                            |
| 3 | 1985年6月5日  | AIR / RVC                              | LP   | RAL-8826  | 完全限定生産ピクチャー・ディスク。                                                                  |
| 4 | 1986年9月15日 | AIR / RVC                              | CD   | R32A-1023 | 品番及び価格改定による再発。                                                                        |
| 5 | 1990年9月21日 | AIR / BMG VICTOR                       | CD   | BVCR-2507 | 品番及び価格改定による再発。ディスク表面のレーベルはメーカー共通のデザインを使用。                  |
| 6 | 1997年6月4日  | AIR / BMG JAPAN                        | CD   | BVCR-1035 | |
| 7 | 2017年8月2日  | AIR / Ariola Japan / Sony Music Labels | CD   | BVCL-836  | 本人監修による2017年最新リマスタリング盤。タイトル表記が『COME ALONG 2（カム・アロング2）』となる。 |